# Associazione Calcio Juniorcasale 1975-1976
Questa voce raccoglie le informazioni riguardanti l'Associazione Calcio Juniorcasale nelle competizioni ufficiali della stagione 1975-1976.

## Rosa
| N. |                   | Ruolo | Calciatore         |
| -- | ----------------- | ----- | ------------------ |
|    | Italia (bandiera) | D     | Alessandro Aimone  |
|    | Italia (bandiera) | C     | Giancarlo Aliverti |
|    | Italia (bandiera) | A     | Bruno Buscaglia    |
|    | Italia (bandiera) | C     | Umberto Depetrini  |
|    | Italia (bandiera) | D     | Attilio Fait       |
|    | Italia (bandiera) | A     | Giuseppe Fava      |
|    | Italia (bandiera) | C     | Daniele Gatti      |
|    | Italia (bandiera) | A     | Gian Piero Ghio    |
|    | Italia (bandiera) | D     | Paolo Gilardino    |
|    | Italia (bandiera) | P     | Bruno Grisendi     |

| N. |                   | Ruolo | Calciatore          |
| -- | ----------------- | ----- | ------------------- |
|    | Italia (bandiera) | D     | Virgilio Landini    |
|    | Italia (bandiera) | C     | Giovanni Marongiu   |
|    | Italia (bandiera) |       | Militello           |
|    | Italia (bandiera) | A     | Gian Battista Motta |
|    | Italia (bandiera) | A     | Dario Polvar        |
|    | Italia (bandiera) | D     | Mariano Riva        |
|    | Italia (bandiera) | C     | Loris Trevisani     |
|    | Italia (bandiera) | P     | Dario Trombin       |
|    | Italia (bandiera) | D     | Renato Zanella      |